# Colm Burke
Colm Burke (ur. 17 stycznia 1957 w Corku) – irlandzki polityk, prawnik i samorządowiec, deputowany do Parlamentu Europejskiego (2007–2009), parlamentarzysta krajowy.

## Życiorys
Absolwent University College Cork. Początkowo pracował w prywatnym przedsiębiorstwie, w 1983 rozpoczął praktykę adwokacką. Pod koniec lat 70. zaangażował się w działalność polityczną, wchodząc w skład władz krajowych organizacji młodzieżowej Fine Gael. W 1999 i 2004 był wybierany do rady miejskiej Corku, w latach 2003–2004 pełnił funkcję burmistrza tego miasta.
W czerwcu 2007 z ramienia Fine Gael objął mandat posła do Parlamentu Europejskiego, z którego zrezygnował Simon Coveney. Zasiadał w grupie Europejskiej Partii Ludowej i Europejskich Demokratów, pracował m.in. w Komisji Spraw Zagranicznych. W PE zasiadał do lipca 2009, bez powodzenia ubiegał się o reelekcję. W 2011 wybrany do Seanad Éireann z ramienia panelu przemysłowego i handlowego, w 2016 powołany na kolejną kadencję. W 2020 uzyskał natomiast mandat deputowanego do Dáil Éireann 33. kadencji; z powodzeniem ubiegał się o reelekcję w 2024.
W kwietniu 2024 został ministrem stanu w departamencie zdrowia. Nie otrzymał natomiast funkcji rządowej w nowym gabinecie powstałym w styczniu 2025.